# Bamberg Baskets
Brose Baskets Bamberg‏‎ é um clube de basquetebol alemão da cidade de Bamberg. Até hoje o clube sagrou-se campeão da Bundesliga em oiro ocasiões e em seis oportunidades foi campeão da Copa da Alemanha. Atualmente disputa além da Beko Basketball Bundesliga também a Liga dos Campeões em nível continental. O Proprietário da franquia e seu administrador é o Bamberger Basketball GmbH.

## História

### 1955–2003: Primeiros anos de Bundesliga
O 1. FC 01 Bamberg clube de basquetebol foi promovido para a Bundesliga em 1970. Em 1988 depois rebaixado e promovido duas vezes (rebaixado em 1979 e 1983, promovido em 1982 e 1984, com uma situação financeira à beira da bancarrota, o FC 01 Bamberg decidiu dividir a sessão de basquetebol para formar um novo clube, o  TTL Basketball Bamberg. TTL que é a sigla para Tapeten-Teppichboden-Land, que é uma empresa de papéis de parede e carpetes. Pela primeira vez o clube nomeava seu time de basquetebol com o nome do patrocinador. A partide de 1995, o time passou a se chamar TTL uniVersa Bamberg após uniVersa Versicherungen, uma companhia de seguros. Em 1992, o clube venceu pela primeira vez a Copa da Alemanha, que foi seu primeiro troféu.
Em 2000, novamente com dificuldades financeiras, o time foi resgatado pela Companhia TSK e mudou seu nome para TSK uniVersa Bamberg.

### 2003–2006: Primeira Bundesliga
Durante as temporadas de 2003-04 a 2005-06, o time disputou a Bundesliga como GHP Bamberg, em virtude do seu patrocinador. A equipe que havia sido vice campeão duas vezes, venceu a Bundesliga pela primeira vez na temporada 2005-06, classificando-se assim para a Euroliga onde conseguiu chegar até o TOP 16 (2ª fase de grupos). Nesta mesma temporada chegaram a final da Copa da Alemanha e  nas semifinais da Bundesliga.

### 2006–2009: Primeiros anos como Brose Baskets
No início da temporada 2007-2007, o clube trocou seu nome para Brose Baskets para refletir que a Brose Fahrzeugteile GmbH havia se tornado patrocinador principal. Isto foi na temporada que o clube venceu pela segunda vez a Bundesliga. Em 2007-2009 não conseguiu o mesmo êxito alcançado na temporada anterior e foi eliminado ainda na primeira fase da Euroliga, vencendo apenas dois jogos. Em Maio de 2008, o Brose Baskets falhou na defesa do título da Bundesliga ao ser derrotados nas quartas de finais pelo EWE Baskets Oldenburg. Uma semana depois o treinador Dirk Bauermann anunciou sua demissão.
Em 2 de Junho de 2008, Chris Fleming assinou contrato de três temporadas como treinador da equipe. Ele já havia cruzado o caminho do Brose Baskets nas finais de 2007 quando treinava o Artland Dragons. Fleming, um americano que tinha 38 anos na época. Seu assistente de longa data, Arne Woltmann, também juntou à comissão técnica, vindo do Quakenbrück.“
O primeiro ano sob o comando do novo treinador foi de muita dificuldade, e o clube apenas se classificou para os Playoffs entre os oito melhores dois pontos a mais que o nono colocado. No entanto superaram-se ao vencer os segundo colocados na temporada regular,  MEG Gottingen, mas não conseguiram se impor contra o Oldenburg, que acabou sagrando-se campeão da Bundesliga naquela temporada. No ano seguinte, não foram bem na temporada regular, mas o suficiente para classificarem-se em quinto lugar para os Playoffs. Disputando a Copa da Alemanha, a equipe classificou-se para o Final Four e em disputa em Frankfurt, contra os donos da casa Skyliners, venceram por 1 ponto e trouxeram a taça para Bamberg novamente depois de 18 anos. Na disputa dos Playoffs da Bundesliga, Bon e Braunschweig, que já haviam vencido Oldenburg anteriormente, não trouxeram problemas para o Bamberg  e este se classificou para as finais contra o Frankfurt Skyliners. O Brose Baskets perdeu o primeiro jogo em casa, mas venceu os dois próximos jogos virando a série para 2:1, Frankfurt venceu o próximo jogo em Bamberg, mas o Brose Baskets fechou a série vencendo por 72:70 e sagrando-se campeão das duas maiores competições da Alemanha na mesma temporada.

### 2010–2011: Defendendo os títulos da Alemanha
Para a Temporada 2010-11, o Brose Baskets manteve a maior parte de seu plantel e fez algumas adições estratégicas. Com a equipe afinada, passou a dominar a Temporada Regular perdendo apenas dois jogos em 34 disputados. Na Copa da Alemanha defendeu seu título diante do Braunschweig na final em Bamberg pelo placar de 69:66. Pela disputa das quartas de finais da Bundesliga venceu facilmente o Eisbären Bremerhaven. Nas semifinais perderam duas partidas para a surpresa da Liga, o Artland Dragons, e só alcançou a classificação no derradeiro quinto jogo. Na final contra o ALBA Berlin, o Brose Baskets novamente mostrou as mesmos problemas de marcação de perímetro. Os berlinenses dominaram a partida durante boa parte na Stechert Arena, no entanto no quarto final o Brose Baskets foi capaz de virar o jogo numa clara vitória por 72:65. Durante toda a temporada não perdeu qualquer partida em casa e sagrou campeão da Bundesliga e da Copa da Alemanha.

### 2011–2012: Hegemonia em Solo Alemão
A espinha dorsal do elenco campeão da temporada anterior foi mantida e outras grandes contratações foram feitas. Ao término da Temporada Regular a equipe havia perdido apenas quatro partidas em 34 jogos. Venceu novamente o a Copa da Alemanha. Na Bundesliga avançou nas quartas de finais vencendo o Telekom Baskets Bonn com 3:1 na série de playoff, após ser surpreendido no primeiro jogo em casa, sendo a primeira derrota em 49 jogos em casa. Nas semifinais "varreu" o Artland Dragons, vencendo os três jogos da série melhor de cinco, mesmo que aconteceu na final contra o Ratiopharm Ulm. Esta foi a terceira "dupla-vitória" do Brose Baskets. Graças ao sucesso, os destaques da equipe conseguiram contratos com cifras maiores, como por exemplo Tibor Pleiß e Marcus Slaughter transferidos para a Espanha, Brian Roberts e P.J. Tucker ingressaram à NBA, e Predrag Šuput transferido para o Cedevita Zagreb da Croacia.

### 2012–2013: Sexto título Alemão
Como na temporada passada, foi possível manter a equipe principal unida em 2012/13, mas as lesões durante a temporada levaram a uma série de mudanças, o que enfraqueceu a equipe. No entanto, Brose Baskets terminou a Temporada Regular da Beko BBL no topo da tabela, com 26 vitórias. Em contraste com os anos anteriores, a equipe não conseguiu passar pela pré-eliminatória da Copa da Alemanha, perdendo 69:77 em casa para FC Bayern München. Na Bundesliga, O Brose Basket enfrentou o Phoenix Hagen, vencendo-lhes por 3:1 classificando-os para a semifinal dos playoffs. Aqui eles vieram para cima, frente ao FC Bayern München, que eles conseguiram bater 3: 2, depois de cinco jogos. Isso significa que eles foram para a final pela quarta vez consecutiva. Aqui os campeões dos três anos anteriores enfrentaram o EWE Baskets Oldenburg. Brose Baskets venceu 3: 0 em três jogos seguidos, sagrando-se campeão da Bundesliga pela quarta vez consecutiva e sexta vez em sua história.

### 2013–2014: Temporada desapontadora
Disputando a Temporada Regular o Brose Basket pela primeira vez em 5 anos nao se classificou em primeiro lugar e no cruzamento de playoff das quartas de finais enfrentou o Artland Dragons que havia ficado em sexto lugar. Os Dragões eliminaram a equipe de Bamberg por 3:1 na série O time também falhou em classificar se para a final da Copa da Alemanha, bem como não fizeram boa campanha na Euroliga. Após o termino da Temporada o clube encerrou o contrato com seu treinador Chris Fleming. Os veteranos de longas temporadas pelo clube, John Goldsberry e Casey Jacobsen encerram suas carreiras e tiveram sua numeração retirada da camisa do clube em sua homenagem.

## Classificação por Temporada
| Temporada | Nível | Liga       | Pos. | Liga Alemã        | Competições Europeias | Competições Europeias |
| --------- | ----- | ---------- | ---- | ----------------- | --------------------- | --------------------- |
| 1991–92   | 1     | Bundesliga | 2º   | Semifinalista     |                       |                       |
| 1992–93   | 1     | Bundesliga | 1º   | Finalista         | 4 Copa Korać          | 2ªR                   |
| 1993–94   | 1     | Bundesliga | 1º   | Semifinalista     |                       |                       |
| 1994–95   | 1     | Bundesliga | 1º   | Semifinalista     |                       |                       |
| 1995–96   | 1     | Bundesliga | 4    | Semifinalista     | 3 Copa Korać          | R32                   |
| 1996–97   | 1     | Bundesliga | 6    | Semifinalista     | 3 Copa Korać          | TR                    |
| 1997–98   | 1     | Bundesliga | 3    | Semifinalista     | 3 Copa Korać          | R32                   |
| 1998–99   | 1     | Bundesliga | 8    | Quartas de finais | 3 Copa Korać          | R32                   |
| 1999–00   | 1     | Bundesliga | 11   |                   |                       |                       |
| 2000–01   | 1     | Bundesliga | 10   |                   |                       |                       |
| 2001–02   | 1     | Bundesliga | 7    | Quartas de finais |                       |                       |
| 2002–03   | 1     | Bundesliga | 3    | Finalista         |                       |                       |
| 2003–04   | 1     | Bundesliga | 5    | Finalista         | 3 Liga Europa         | QF                    |
| 2004–05   | 1     | Bundesliga | 2    | Campeão           | 2 ULEB Cup            | TR                    |
| 2005–06   | 1     | Bundesliga | 2    | Semifinais        | 1 EuroLiga            | Top16                 |
| 2006–07   | 1     | Bundesliga | 3    | Campeão           |                       |                       |
| 2007–08   | 1     | Bundesliga | 4    | Quartas de finais | 1 Euroliga            | TR                    |
| 2008–09   | 1     | Bundesliga | 7    | Semifinais        | 2 Copa Uleb           | TR                    |
| 2009–10   | 1     | Bundesliga | 5    | Campeão           | 2 Eurocup             | Top16                 |
| 2010–11   | 1     | Bundesliga | 1    | Campeão           | 1 Euroliga            | TR                    |
| 2011–12   | 1     | Bundesliga | 1    | Campeão           | 1 Euroliga            | TR                    |
| 2012–13   | 1     | Bundesliga | 1    | Campeão           | 1 Euroliga            | T16                   |
| 2013–14   | 1     | Bundesliga | 2    | Quartas de finais | 1 Euroliga            | TR                    |
| 2014–15   | 1     | Bundesliga | 1    | Campeão           | 2 EuroCup             | OF                    |
| 2015–16   | 1     | Bundesliga | 1    | Campeão           | 1 EuroLiga            | T16                   |
| 2016–17   | 1     | Bundesliga | 2    | Campeão           | 1 EuroLiga            | TR                    |
| 2017–18   | 1     | Bundesliga | 4    | Semifinalista     | 1 EuroLiga            | TR                    |
| 2018-19   | 1     | Bundesliga | 5    | Quartas de finais | 3 Liga dos Campeões   | SM                    |
| 2019-20   | 1     | Bundesliga | 7    | Quartas de finais | 3 Liga dos Campeões   | TR                    |
| 2020-21   | 1     | Bundesliga | 8    | Quartas de finais | 3 Liga dos Campeões   | T16                   |
| 2021-22   | 1     | Bundesliga | 8    | Oitavas de finais | 3 Liga dos Campeões   | FC                    |
| 2022-23   | 1     | Bundesliga |      |                   | 3 Liga dos Campeões   | FC                    |

## Títulos
- Basketball Bundesliga

Campeões (9): 2004–05, 2006–07, 2009–10, 2010–11, 2011–12, 2012–13, 2014-15, 2015-16 e 2016-17
Vice-campeões (3): 1992–93, 2002–03, 2003–04
- Copa da Alemanha

Campeões (5): 1992, 2006, 2010, 2011, 2012
- Copa dos Campeões da Alemanha (2):

Campeões (6): 2007, 2010, 2011, 2012, 2017, 2019
Vice-campeões (1): 2013
- Promoção para a Basketball Bundesliga

Promoção (2): 1970, 1982